# Luka Žinko
Luka Žinko, slovenski nogometaš in nogometni trener, * 23. marec 1983, Ljubljana.

## Življenjepis
Luka Žinko je igral za večje število klubov v slovenski prvi ligi in tujini. Najpogosteje je igral na položaju zadnjega zveznega igralca, a se je odlično znašel tudi kot centralni branilec. V prvi slovenski ligi je odigral 301 tekmo in dosegel 37 golov, za slovensko reprezentanco je zbral tri nastope. Debitiral je 17. novembra 2004 na prijateljski tekmi v Bratislavi proti Slovaški, ko je v 82. minuti zamenjal Milenka Ačimovića. 

## Dosežki

#### NK Domžale
- Slovenska prva nogometna liga: 2006-07, 2007-08

- Podprvak: 2005-06

- Slovenski nogometni superpokal: 2007